# 松本花奈
松本 花奈（まつもと はな、1998年1月24日 - ）は、日本の映画監督・演出家・女優。大阪府出身。スターダストプロモーション関連のSTARDUST CREATORS所属。

## 略歴
父親の転勤にともなって3才から5才までニュージーランドで過ごす。東京に戻ったのち、ダンスレッスンを受けるため劇団ひまわりに所属。2006年、8才のとき映画『ハリヨの夏』で子役デビューを果たす。その後も『サイドカーに犬』（2007年）、『呪怨 黒い少女』（2009年）など、子役として多くの映画やＴＶドラマに出演した。 
中学2年生でドラマ『鈴木先生』に出演、担当のカメラマンと親しくなったことがきっかけで映像制作に興味を持ち始め、日本大学鶴ヶ丘高等学校在学中の2014年に監督・脚本・編集を手掛けた短編映画『真夏の夢』が、NPO法人「映画甲子園」の主催する映画コンテスト「eiga worldcup」で最優秀作品賞を受賞。さらに同作は翌年、ゆうばり国際ファンタスティック映画祭のフォアキャスト部門に正式出品された。 
2016年、慶應義塾大学総合政策学部に進学。同年のゆうばり国際ファンタスティック映画祭に出品した『脱脱脱脱17』がオフシアター・コンペティション部門の審査員特別賞・観客賞を受賞。同年、第29回東京国際映画祭のフェスティバル・ナビゲーターに就任。2018年にはTBSのドキュメンタリー番組『情熱大陸』に出演し、若手映画監督として注目を集めた。 
2021年、映画『明け方の若者たち』を監督。また、2022年には映画『今夜、世界からこの恋が消えても』で月川翔と共同脚本を担当。さらに、Amazon Prime Videoの実写版ドラマ『【推しの子】』や日本テレビのドラマ『3年C組は不倫してます。』などでも監督を務めている。

## 監督作品

### 映画
- 真っ赤なポピー（2014年）
- 真夏の夢（2014年）
- 脱脱脱脱17（2016年）
- スクールアウトサイダー（2017年）
- 過ぎて行け、延滞10代（2017年）
- 東映 presents HKT48×48人の映画監督たち「血まみれ Bitter Sweets」（田中美久担当）（2017年）[7][8]
- 21世紀の女の子「愛はどこにも消えない」（2019年）
- 「またね」SUNTORY なっちゃんコラボ短編（2019年）
- パパ喝！（2019年）　※短編映画（バウムちゃんねる映画祭シーズン2）
- キスカム!〜COME ON,KISS ME AGAIN!〜（2020年）
- 明け方の若者たち（2021年12月31日公開、パルコ）
- 隣のステラ（2025年夏公開予定、東宝）[9]

### 短編映画
- 点（2024年）

### テレビドラマ
- 平成物語「平成が終わる。僕たちは何者になれたのだろう。」（2018年3月24日・31日、フジテレビ）[10]
- 平成物語「なんでもないけれど、かけがえのない瞬間」（2019年3月18日 - 3月22日、フジテレビ）
- 恋のツキ 第4話・第9話（2018年7月26日・9月21日、テレビ東京）- 演出
- Friend-Ship Project 祝！春日、結婚します！～おまえ！オードリー解散って本気で言ってんのか？～（2019年1月14日 - 2月2日、テレビ東京） - 演出
- ランウェイ24 第1話・第2話、第8話  - 最終話（2019年7月7日・14日、9月8日 - 22日、朝日放送テレビ） - 演出
- 死役所 第6話・第9話（2019年11月21日・12月12日、テレビ東京） - 演出
- 僕だけが17歳の世界で 第5話（2020年2月20日、AbemaTV）
- 猫 第4話（2020年12月4日、テレビ東京）- 監督
- ホリミヤ 第1話 - 4話・最終話（2021年2月17日 - 3月10日・31日、MBS・TBS）
- シェアするラ! インスタントラーメンアレンジ部はじめました。（2022年4月7日 - 6月23日、BS-TBS）- 脚本・監督
- 超特急、地球を救え。（2022年9月7日 - 9月28日、テレビ東京）- 脚本・監督
- しょうもない僕らの恋愛論 第2話・第5話・第6話・第9話（2023年1月26日・2月16日・2月23日・3月16日、読売テレビ・日本テレビ）- 監督
- 君となら恋をしてみても（2023年10月6日 - 11月3日、毎日放送） - 監督[11]
- 3年C組は不倫してます。（2024年10月2日 - 12月18日、日本テレビ） - 演出

### 配信・Web
- 片思い送信中（2017年、Simeji特設サイト）[12]
- cancam LOVEVIDEO特集 ショートムービー（2018年）
- ネスレシアター 星に願いを（2018年）
- 中学聖日記 スピンオフムービー「聖ちゃんと会う前の僕たち」（2018年9月 - 、YouTube配信）[13]
- ロリエ「ゆれ動いたって、いいんじゃない？」40周年記念 web cm（2018年）
- ファン（2018年、「楽しかったよね」内一編 講談社）
- TVアニメ 織田シナモン信長 ティザーPV（2019年11月 - 、Youtube配信）
- 富士通キャンパスPC「Wednesday Girlfriend〜水曜日の図書館〜」ショートムービー（2019年）
- 東京タワー×AbemaTV web cm（2019年）
- Hot pepper beauty「春、変わる時」web cm（2019年）
- Xperia 5「Pursue your passion」ショートムービー（2020年）
- HONDA「バイクに乗っちゃう？」TV cm（2020年）
- 「すべての恋は片想いからはじまるっぽい」(2021年6月-、YouTube配信)
- 【推しの子】(2024年11月28日-、Amazon Prime Video配信) 第3、7話担当

### MV
- 井上苑子「大切な君へ」「ぜんぶ。」
- Uru「それを愛と呼ぶなら」
- HKT48「キスは待つしかないのでしょうか?」「Just a moment」「キスの花びら」
- Emma Hazy Minami「Plastic Love」（原曲：竹内まりや）
- おとぎ話 (バンド)「ONLY LOVERS」
- 崎山蒼志「国」
- Someday Somewhere「いつの日かどこかで」
- Sonar Pocket「一生一瞬」（脚本・編集）
- Softly「あなたのことを想って指先でなぞる文字は」 - あかりとまさき 告白編
- 竹友あつき「ワレモノ注意」 - ショートショートフィルムフェスティバル 出品作品
- たぴみる「発見者はワタシ」（脚本・編集）
- 東京少年倶楽部「flipper」
- TrySail「Free Turn」
- ≠ME「君の音だったんだ」
- はちみつロケット「花火と漫画とチョコと雨」
- 花澤香菜「ざらざら」
- 羊文学「Step」「ロマンス」
- みゆはん「綺麗になったよ」「一年半の僕ら」
- 室井雅也「A GIRL BY SEASIDE」
- B小町「トワイライト」[14]

### 写真集
- 私が撮りたかった女優展Vol.2 小西桜子を撮影
- 太田夢莉ファースト写真集「ノスタルティメンタル」
- 祷キララファースト写真集「はじめての三人」

### 執筆
- 松本花奈の恋でも恋でも進まない（2018年 - 、DVD&動画配信でーたにてコラム連載中）
- 群像エッセイ『突然の告白』（2018年）
- 宣伝会議「窓の灯り」エッセイ『窓の灯りを好きになりたい』（2019年）
- 装苑「レンズが写すもの」ページディレクション『いつか忘れゆく、今。』（2020年）

## 出演

### 映画
- ハリヨの夏（2006年） - 大島治子 役
- サイドカーに犬（2007年） - 近藤薫 役
- 神様のパズル（2008年）
- 呪怨 黒い少女（2009年） - 芙希絵 役
- 戦慄迷宮3D THE SHOCK LABYRINTH（2009年） - ユキ 役
- ゼロの焦点（2009年）
- 幸子の不細工な天使たち（2010年） - 主演・幸子 役
- ツチノコに合掌（2011年） - 主演
- 日輪の遺産（2011年）
- ユートピアサウンズ（2012年）
- 鈴木先生（2013年） - 入江沙季 役
- 絶叫学級（2013年） - 桐谷敦子 役
- 恋につきもの『いばらのばら』（2014年） - いばら 役
- 獣道（2017年） - ゆか 役

### テレビドラマ
- NHK朝の連続テレビ小説 ちりとてちん（2007年、NHK）
- 鈴木先生（2011年、テレビ東京） - 入江沙季 役
- たぶらかし-代行女優業・マキ- 最終話（2012年6月28日、読売テレビ） - 南原麻美 役
- 零戦〜搭乗員たちが見つめた太平洋戦争〜（2013年8月3日・8月10日、NHK BSプレミアム）[15] ※劇中ドラマ
- 東京が戦場になった日（2014年） - 中西明子 役
- BORDER 警視庁捜査一課殺人犯捜査第4係 第5話（2014年5月8日、テレビ朝日） - 野本苑子 役
- 新春ワイド時代劇 大江戸捜査網2015〜隠密同心、悪を斬る!（2015年1月2日、テレビ東京） - お道 役

### テレビドキュメンタリー
- 情熱大陸（2018年4月22日、MBSテレビ）

### インターネット
- 二十代映画欲求[16]（2018年10月20日 - 、AbemaTV） - 初MC[17]

### 劇場アニメ
- バケモノの子（2015年）

### ラジオドラマ
- 四頭の羊（2008年、NHK-FM）

### CM
- J:COM・ZAQ（2006年）
- 大和建設（2006年）
- サンガリア（2007年）
- 阪急三番街（2007年）
- 心のいこい（2007年）
- ソフトバンクモバイル（2014年）
- ブルボン・アルフォート（2015年）

### 舞台
- 吉本新喜劇「よこちょうへようこちょ」（2006年）

### MV
- 加藤ミリヤ「Lonely Hearts」（2013年）